# Rafaela Salgado Ferreira
Rafaela Salgado Ferreira (Belo Horizonte, 1983) é professora adjunta do Departamento de Bioquímica e Imunologia da Universidade Federal de Minas Gerais (UFMG). Em 2017 e 2018, ganhou o prêmio nacional Para Mulheres na Ciência e o prêmio International Rising Talents por sua pesquisa em fármacos que possam combater a febre zika e a doença de Chagas.  Em 2021, ganhou o Prêmio SBQ-ACS Mulheres Brasileiras na Química e Ciências Relacionadas, na Categoria Líder Emergente.
Quando adolescente já demonstrava interesse pela ciência, tendo participado do o programa de vocação científica (Provoc) da Fundação Oswaldo Cruz (Fiocruz). Fez ensino médio no Colégio Técnico da UFMG, universidade na qual se graduou em Farmácia em 2005. Fez doutorado direto em Química Biológica na Universidade da Califórnia em São Francisco, Estados Unidos, e pós-doutorado na Universidade de São Paulo (USP). É a primeira da família a ter um diploma de doutorado.
Coordena uma equipe de pesquisa que trabalha com tratamento de doenças negligenciadas. Uma das linhas de pesquisa é encontrar moléculas que possam alterar o funcionamento e estrutura de proteínas essenciais do vírus da zika e do protozoário Trypanosoma, causador da doença de Chagas. A doença de Chagas afeta mais de 1 milhão de pessoas no Brasil, e a epidemia de zika causou inúmeros casos de microcefalia. Apesar disso, recebem pouco financiamento da indústria farmacêutica, segundo Rafaela. Para combater essas doenças, a equipe utiliza programas de computador, para prever quais moléculas podem ser eficientes no combate a esses patógenos, de forma a reduzir os custos e o tempo da pesquisa, no chamado desenvolvimento racional de fármacos. Em março de 2018 já haviam sido analisadas mais de 400 moléculas em programas de computador, e algumas foram destacadas como promissoras. No futuro, essas moléculas deverão passar por diversos ensaios clínicos antes de poderem ser transformadas em remédios para as doenças.
Por essa pesquisa na busca de novos tratamentos para doenças comuns, em 2017 Rafaela ganhou o prêmio nacional Para Mulheres na Ciência, na categoria Química, sendo contemplada com financiamento pelo programa L'Oréal-Unesco-ABC.  Em 2018, ela foi selecionada para o prêmio International Rising Talents, oferecido pelo mesmo programa e também com premiação em dinheiro. Em 2021, foi a ganhadora do 4º Prêmio Mulheres Brasileiras na Química e Ciências Relacionadas, oferecido pela Sociedade Americana de Química e Sociedade Brasileira de Química.